# Wadadah FC
El Wadadah FC es un equipo de fútbol de Jamaica que juega en la Western Confederation Super League, una de las ligas que conforman la segunda división de fútbol en el país.

## Historia
Fue fundado en el año 1983 en la ciudad de Montego Bay y en ese año debutaron en la segunda división de la Liga de St. James, ganando el título de la categoría en ese año y ascendieron a la primera división de la liga. Su nombre significa Paz y Amor.
El equipo ganó la Liga Premier Nacional de Jamaica en dos ocasiones, pero no juega en la máxima categoría desde la temporada 2006/07.

## Palmarés
- Liga Premier Nacional de Jamaica: 2

1987/88, 1991/92
- Segunda División de St. James: 1

1982/83

## Jugadores

### Jugadores destacados
- Winston Anglin
- Durrant Brown
- Narado Brown
- Leon "Shotty" Fairweather
- Donovan Ricketts